# Вибори до Рейхстагу (березень 1933)
Вибори до Рейхстагу в березні 1933 року (нім. Reichstagswahl 1933) — вибори до німецького парламенту (Рейхстагу), що відбулись 5 березня 1933 року. Останні вибори за багатопартійною системою, що проводилися в Німеччині до початку Другої світової війни. На виборах із великим відривом перемогла Націонал-соціалістична робітнича партія (НСДАП): вона "отримала гору" в 33 із 35 виборчих округів, отримавши 43,9% голосів усіх виборців і забезпечивши собі більшість місць (288) у парламенті. Друге і третє місця посіли її ідеологічні опоненти: Соціал-демократична (18.3%) і Комуністична партії (12,3%).

## Опис
Після виборів в листопаді 1932 року був сформований коаліційний кабінет на чолі з Адольфом Гітлером. Більшість у новому уряді отримала Німецька національна народна партія. Через два дні після приходу до влади Гітлер розпустив райстаґ, та призначив позачергові вибори. 
Ввечері 27 лютого 1933 року було організовано підпал будівлі райстаґу, в якому було звинувачено комуністів. 28 лютого, наступного дня після пожежі, президентом Гінденбургом був підписаний декрет «Про захист народу та держави», що обмежує низку свобод німців (свободу особистості, зборів, спілок, слова, печатки), а також таємницю листування та право приватної власності.
У Німеччині почалися повальні арешти. Лише у Берліні було заарештовано понад 1500 членів КПН, у тому числі всі члени комуністичної парламентської фракції Рейхстагу. Був заарештований Ернст Тельман — лідер КПН. Тимчасово заборонена газета «Вперед» — друкований орган соціал-демократів, а сам виконавчий комітет СДПН був вимушений емігрувати до Праги.
Вибори проходили в атмосфері терору, проте нацистська партія так і не змогла отримати абсолютну більшість голосів. Для створення більшості нацисти заручилися підтримкою «Чорно-біло-червоного фронту боротьби».
Попри те, що комуністи вели передвиборчу кампанію напівлегально, вони отримали 12,3 відсотка голосів, і опинилися на третьому місці за кількістю отриманих мандатів. Проте невдовзі вони були позбавлені своїх мандатів.

## Результати
| Партія                                                                | Процент голосів (зміна) | Процент голосів (зміна) | Місць (зміна) | Місць (зміна) |
| --------------------------------------------------------------------- | ----------------------- | ----------------------- | ------------- | ------------- |
| Націонал-соціалістична робітнича партія Німеччини (NSDAP)             | 33,9%                   | +10,8%                  | 288           | +92           |
| Соціал-демократична партія (SPD)                                      | 18.3%                   | -2.1%                   | 120           | -1            |
| Комуністична партія (KPD)                                             | 12,3%                   | -4,6%                   | 81            | -19           |
| Партія Центру (Z)                                                     | 11,2%                   | -0,7%                   | 74            | +4            |
| Чорно-біло-червоний фронт (Німецька національна народна партія, DNVP) | 8,0%                    | -0,3%                   | 52            | +/-0          |
| Баварська народна партія (BVP)                                        | 2,7%                    | -0,4%                   | 18            | -2            |
| Німецька народна партія (DVP)                                         | 1,1%                    | -0,8%                   | 2             | -9            |
| Християнсько-соціальна народна служба (CSVD)                          | 1,0%                    | -0,1%                   | 4             | -1            |
| Німецька демократична партія (DDP)                                    | 0,9%                    | -0,1%                   | 5             | +3            |
| Німецька фермерська партія                                            | 0,3%                    | -0,1%                   | 2             | -1            |
| Сільськогосподарська ліга                                             | 0,2%                    | -0.1%                   | 1             | -1            |
| Інші                                                                  | 0,0%                    | -0,9%                   | 0             | +/-0          |
| Всього                                                                | 100,0%                  |                         | 647           | +63           |

| Голоси виборців | Голоси виборців | Голоси виборців | Голоси виборців | Голоси виборців |
| --------------- | --------------- | --------------- | --------------- | --------------- |
|                 |                 |                 |                 |                 |
| NSDAP           | NSDAP           |                 | 43.91%          | 43.91%          |
| SPD             | SPD             |                 | 18.25%          | 18.25%          |
| KPD             | KPD             |                 | 12.32%          | 12.32%          |
| Zentrum         | Zentrum         |                 | 11.25%          | 11.25%          |
| KSWR            | KSWR            |                 | 7.97%           | 7.97%           |
| BVP             | BVP             |                 | 2.73%           | 2.73%           |
| DVP             | DVP             |                 | 1.10%           | 1.10%           |
| DStP            | DStP            |                 | 0.85%           | 0.85%           |
| Інші            | Інші            |                 | 1.62%           | 1.62%           |

| Місця в Рейхстазі | Місця в Рейхстазі | Місця в Рейхстазі | Місця в Рейхстазі | Місця в Рейхстазі |
| ----------------- | ----------------- | ----------------- | ----------------- | ----------------- |
|                   |                   |                   |                   |                   |
| NSDAP             | NSDAP             |                   | 44.51%            | 44.51%            |
| SPD               | SPD               |                   | 18.55%            | 18.55%            |
| KPD               | KPD               |                   | 12.52%            | 12.52%            |
| Zentrum           | Zentrum           |                   | 11.28%            | 11.28%            |
| KSWR              | KSWR              |                   | 8.04%             | 8.04%             |
| BVP               | BVP               |                   | 2.94%             | 2.94%             |
| DStP              | DStP              |                   | 0.77%             | 0.77%             |
| DVP               | DVP               |                   | 0.31%             | 0.31%             |
| Інші              | Інші              |                   | 1.08%             | 1.08%             |

## Галерея

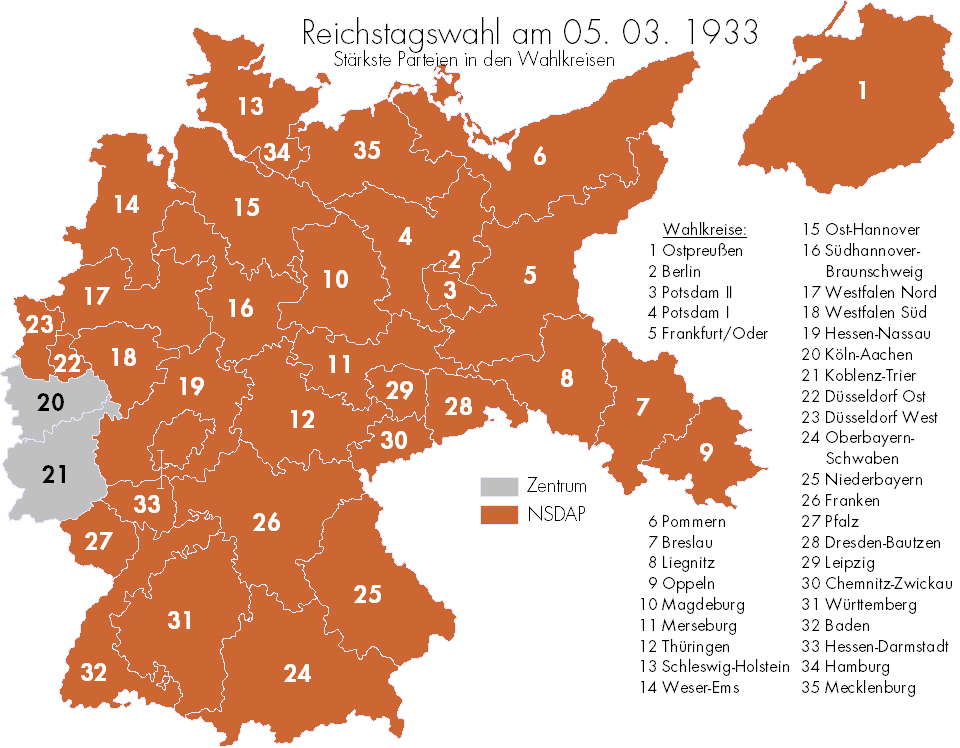
Округи за НСДАП
Відстоки за НСДАП
Нацисти
Соціал-демократи
Комуністи
Центристи